# Lock In
Lock In è un film del 2007 diretto da Chris Moore.
Primo film diretto da Moore, il film è uscito direct-to-video.

## Trama
Un gruppo di studenti, mentre stanno organizzando uno scherzo, si ritrovano intrappolati nel campus ed iniziano uno dopo l'altro a cadere vittime di un diabolico psicopatico tornato in città per compiere la sua sanguinosa vendetta.

## Produzione
Il film venne girato con un budget stimato di 10.000 dollari.